# Geinella
Geinella es un género de escarabajos de la familia Chrysomelidae. El género fue descrito por primera vez en 1935 por Embrik Strand.

## Especies
El género incluye las siguientes especies:
- Geinella crassicornis Chen, 1987
- Geinella cuprea Chen & Jiang, 1981
- Geinella intermedia Chen, 1987
- Geinella invenusta (Jacobson, 1925)
- Geinella krishna (Maulik, 1936)
- Geinella punctipennis Chen, 1987
- Geinella rugosa Chen, 1987
- Geinella splendida Chen, 1987
- Geinella tenuipes Chen & Jiang, 1981
- Geinella trapezicollis Warchalowski, 2001